# Maria Serebriakova
Maria Serebriakova (* 1965 in Moskau) ist eine russisch-deutsche Künstlerin, die in Berlin ansässig ist.
Serebriakova arbeitet in den Bereichen Installation, Grafik, Objektkunst und Fotografie. Sie pendelt zwischen den Ländern Belgien, Frankreich und Deutschland. Ihr Kunstverständnis nimmt Bezug auf den Moskauer Konzeptualismus der späten 80er Jahre. In Referenz zu Ludwig Wittgenstein ist sie der Meinung, dass Kunst das ausdrückt, was nicht in Worte gefasst werden kann.
Maria Serebriakova war Teilnehmerin der documenta IX in Kassel und der 1. und 2. Moskau Biennale.